# Chocoball Mukai
Hiroshi Mukai (向山 裕 Mukai Hiroshi?) (15 de diciembre de 1966) es un luchador profesional y actor pornográfico japonés, más conocido por su nombre artístico Chocoball Mukai. Es famoso por su trabajo en Frontier Martial-Arts Wrestling, World Entertainment Wrestling y otras compañías independientes.

## Carrera
Mukai inicialmente fue admitido en el dōjō de New Japan Pro Wrestling en 1985, pero lo dejó al poco tiempo por una lesión de espalda. Fue entonces cuando comenzó a trabajar en la industria del cine pornográfico, ganándose el apodo de Chocoball Mukai. Así transcurrieron varios años hasta que en 1999 fue contactado por Frontier Martial-Arts Wrestling, quien le ofreció un contrato para volver a luchar, y Mukai se convirtió en parte indispensable de su roster hasta el cierre de la empresa en 2002. Después de ello, Mukai se transfirió a World Entertainment Wrestling y Wrestling Marvelous Future, compañías formadas por antiguos miembros de FMW, y permaneció en ellas durante sus respectivas duraciones. También tuvo apariciones en Pro Wrestling NOAH y Pro Wrestling ZERO1, donde tuvo un corto feudo con Fugo Fugo Yumeji. Finalmente, en 2002, Mukai se retiró de la lucha libre.

## En lucha
- Movimientos finales
  - Camel clutch[2]
  - Diving splash[2]

- Movimientos de firma
  - Bridging fisherman suplex[2]
  - Bridging German suplex
  - DDT[2]
  - Diving moonsault[3]
  - Dropkick, a veces desde una posición elevada
  - Grounded headlock[2]
  - Leg lariat[2]
  - Running jumping high kick[2]
  - Senton bomb[3]
  - Superkick[2]

- Mánagers
  - Sena Wakana

## Campeonatos y logros
- Dramatic Dream Team
  - DDT Ironman Heavymetalweight Championship (2 veces)

- World Entertainment Wrestling
  - WEW World Street Fight 6-Man Tag Team Championship (3 veces) – con Ricky Fuji & Flying Kid Ichihara (1) y Kodo Fuyuki & Kyoko Inoue (2)